# Calliandra mollissima
Calliandra mollissima är en ärtväxtart som först beskrevs av Carl Ludwig von Willdenow, och fick sitt nu gällande namn av George Bentham. Calliandra mollissima ingår i släktet Calliandra och familjen ärtväxter. Inga underarter finns listade i Catalogue of Life.